# Первококуйское сельское поселение
Се́льское поселе́ние «Первококуйское» — муниципальное образование в Александрово-Заводском районе Забайкальского края Российской Федерации.
Административный центр — село Кокуй 1-й.

## История
Статус и границы сельского поселения установлены Законом Читинской области от 19 мая 2004 года «Об установлении границ, наименований вновь образованных муниципальных образований и наделении их статусом сельского, городского поселения в Читинской области».

## Население
| 2010 | 2011 | 2012 | 2013 | 2014 | 2015 | 2016 |
| ---- | ---- | ---- | ---- | ---- | ---- | ---- |
| 243  | ↘242 | ↗395 | ↗396 | ↘383 | ↘368 | ↘365 |
| 2017 | 2018 | 2019 | 2020 | 2021 |      |      |
| ↘364 | ↘345 | ↘344 | ↘333 | ↘218 |      |      |

## Состав сельского поселения
| № | Населённый пункт | Тип населённого пункта       | Население |
| - | ---------------- | ---------------------------- | --------- |
| 1 | Кокуй 1-й        | село, административный центр | ↘208      |
| 2 | Красноярово      | село                         | ↘121      |